# Rainfarn-Phazelie
Die Rainfarn-Phazelie (Phacelia tanacetifolia), auch Büschelschön, Rainfarnblättrige Phazelie, Büschelblume oder Bienenfreund genannt, ist eine Pflanzenart aus der Gattung Phacelia in der Familie der Raublattgewächse (Boraginaceae). Die Rainfarn-Phazelie wird zur Gründüngung verwendet und enthält hautreizende Inhaltsstoffe.

## Beschreibung

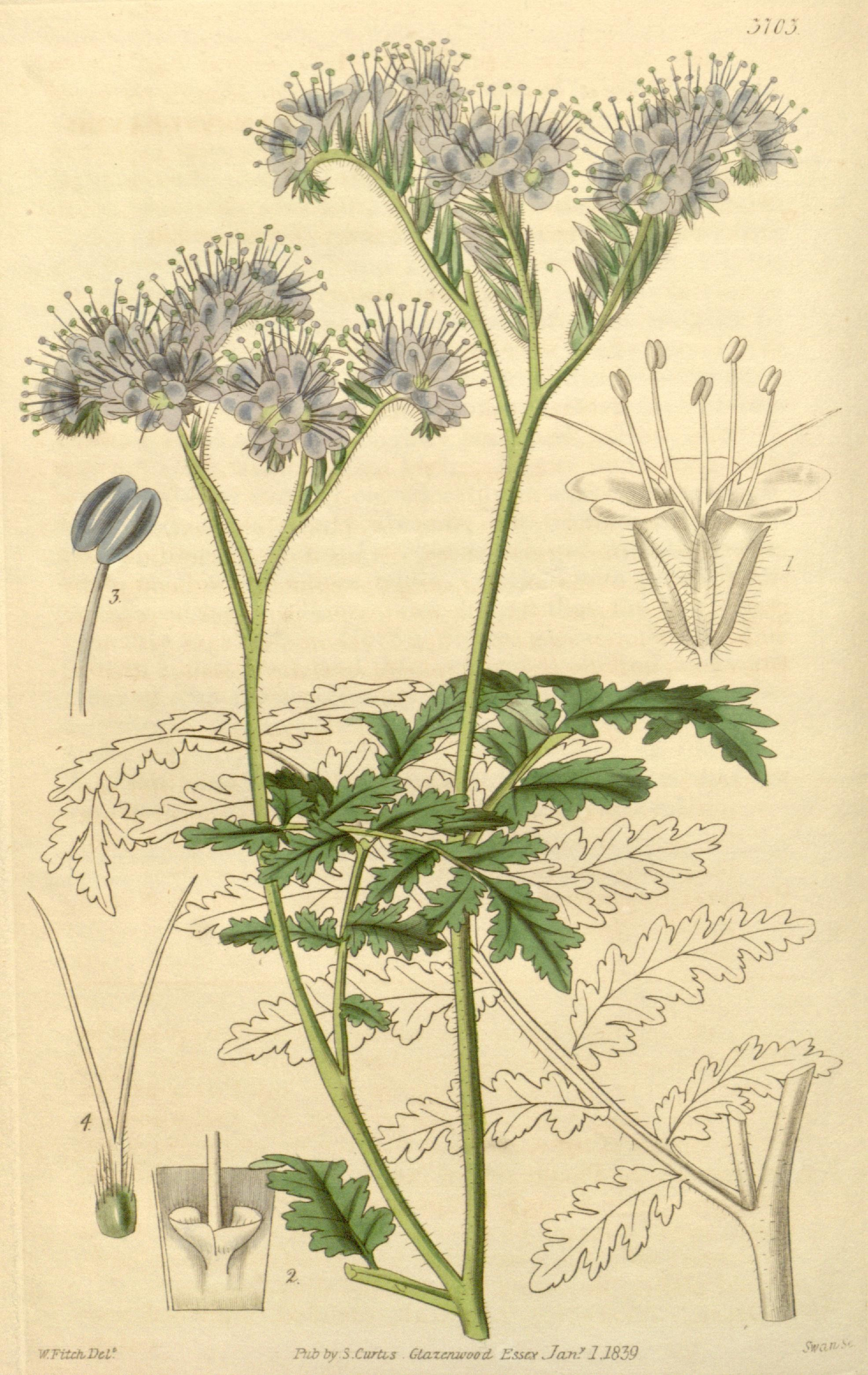
Illustration aus Curtis's Botanical Magazine, Tafel 3703

### Vegetative Merkmale
Die Rainfarn-Phazelie ist eine einjährige krautige Pflanze, die Wuchshöhen von meist 30 bis 60 (15 bis 100) Zentimetern erreicht. Der aufrechte und einfache oder wenig, besonders im oberen Bereich, verzweigte Stängel ist im unteren Bereich kahl und im oberen Bereich mit mehr oder weniger kurzen steifen Trichomen und winzigen Drüsenhaaren bedeckt.
Die wechselständig am Stängel verteilt angeordneten Laubblätter sind in Blattstiel und -spreite gegliedert. Die Blattspreite ist bei einer Länge von 2 bis 20 Zentimetern im Umriss dreieckig oder länglich bis eiförmig und unpaarig gefiedert oder doppelt fiederschnittig zusammengesetzt. Die fiederteiligen Blattabschnitte sind gezähnt oder gelappt. Es sind keine Nebenblätter vorhanden.

### Generative Merkmale
In am Hauptstängel und an den Seitenzweigungen endständigen, zusammengesetzten, zymösen Blütenstände sind einseitswendig, vor dem Aufblühen spiralig eingerollt und die viele Blüten sind dicht angeordnet. Die Teilblütenstände werden auch als dichte Wickel bezeichnet.
Die zwittrige Blüte ist radiärsymmetrisch und fünfzählig mit doppelter Blütenhülle. Die fünf nur an ihrer Basis verwachsenen Kelchblätter sind während der Anthese 4 bis 7 Millimeter und während der Fruchtreife 6 bis 8 Millimeter lang, mehr oder weniger linealisch und dicht lang behaart. Die fünf haltbaren, blauen oder blau-lilafarbenen, blauvioletten, selten weißen Kronblätter sind bei einer Länge von 7 bis 8 Millimetern sowie bei einem Durchmesser von 6 bis 9 Millimetern breit glockig-radförmig verwachsen. Die fünf Kronzipfel sind 8 bis 12 Millimeter lang mit gerundetem oberen Ende. Die Blütenkrone wird von Staubblättern weit überragt. Es ist nur der äußere Kreis mit fünf Staubblättern vorhanden. Die kahlen Staubblätter sind 9 bis 15 Millimeter lang. An der Basis der Kronröhre sind die lila- bis purpurfarbenen Staubfäden inseriert, die an ihrer Basis jeweils paarweise verwachsen sind, mit mehr oder weniger halbmondförmigen Schuppen an ihrer Basis. Die Staubbeutel sind purpurrot. Zwei Fruchtblätter sind zu einem oberständigen, einkammerigen Fruchtknoten verwachsen; es sind zwei parietale Plazenten vorhanden. Der kahle Griffel ist 8 bis 15 Millimeter lang und auf 2/3 bis 3/4 seiner Länge in zwei Griffeläste geteilt.
Die Kapselfrucht ist flaumig bis am oberen Ende kurz behaart, bei einer Länge von 3 bis 4 Millimetern mehr oder weniger eiförmig, öffnet sich fachspaltig = lokulizid mit zwei Fruchtklappen und enthält wenige (meist nur ein oder zwei, selten bis zu vier) Samen. Die 2 bis 3 oder 3,2 bis 3,5 Millimeter langen sowie 1 bis 1,3 Millimeter breiten, brauen Samen sind runzelig und narbig.

### Chromosomensatz
Die Chromosomengrundzahl beträgt x = 11; es liegt Diploidie mit einer Chromosomenzahl von 2n = 22 vor.

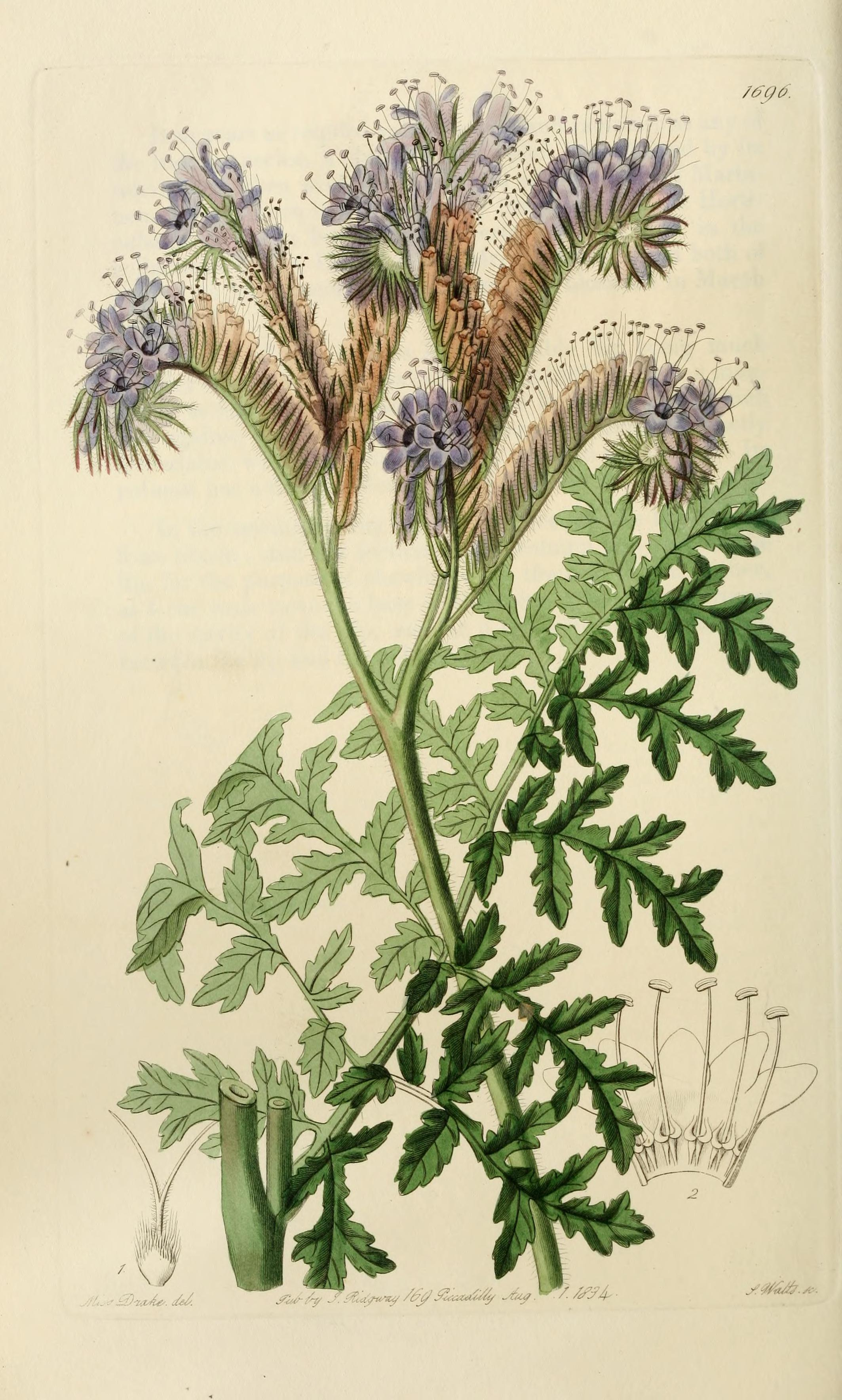
Illustration aus Edwards' botanical register, or, Ornamental flower-garden and shrubbery ...

## Ökologie und Phänologie
Die Blütezeit reicht im Heimatgebiet in Kalifornien von März bis Mai, in Deutschland und der Schweiz von Juni bis Oktober
Bei der Rainfarn-Phazelie handelt es sich um einen mesomorphen Therophyten.
Blütenökologisch handelte sich um Trichterblumen. Es liegt Dichogamie vor: die Rainfarn-Phazelie ist leicht proterandrisch: es sind zuerst männlich Blütenorgane fertil, danach auch weiblich, mit deutlicher Überlappung der Geschlechter. Spontane Selbstbestäubung innerhalb einer Blüte ist selten. Meist erfolgt die Pollenübertragung durch Insekten, meist durch Hymenopteren. Es liegt gemischte Befruchtung vor, also sind sowohl Selbst- als auch Fremdbefruchtung möglich.
Die Diasporen sind die Samen. Die Diasporen werden absichtlich oder unabsichtlich durch den Menschen ausgebreitet (Hemerochorie).
Die Rainfarn-Phazelie ist eine wichtige Nektar- und Pollenquelle. Als Blütenbesucher wurden Hummeln, die Honigbiene, Wildbienen, Schmetterlinge und Schwebfliegen beobachtet.
Die sehr leichten, apfelsinenähnlichen Samen besitzen eine warzige Oberfläche. Die Samen sind Dunkelkeimer.

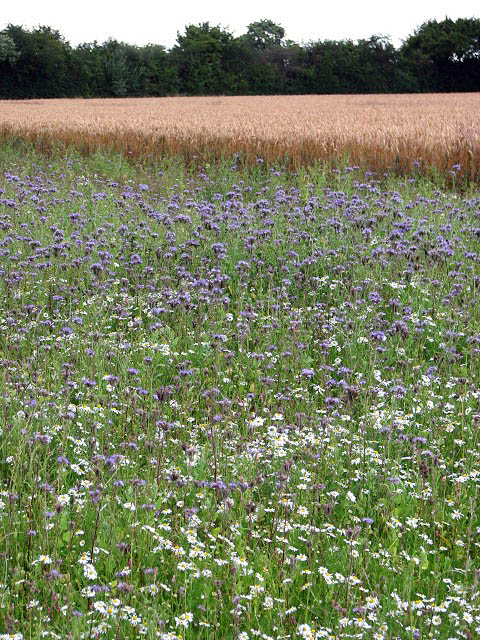
Blütenaspekt

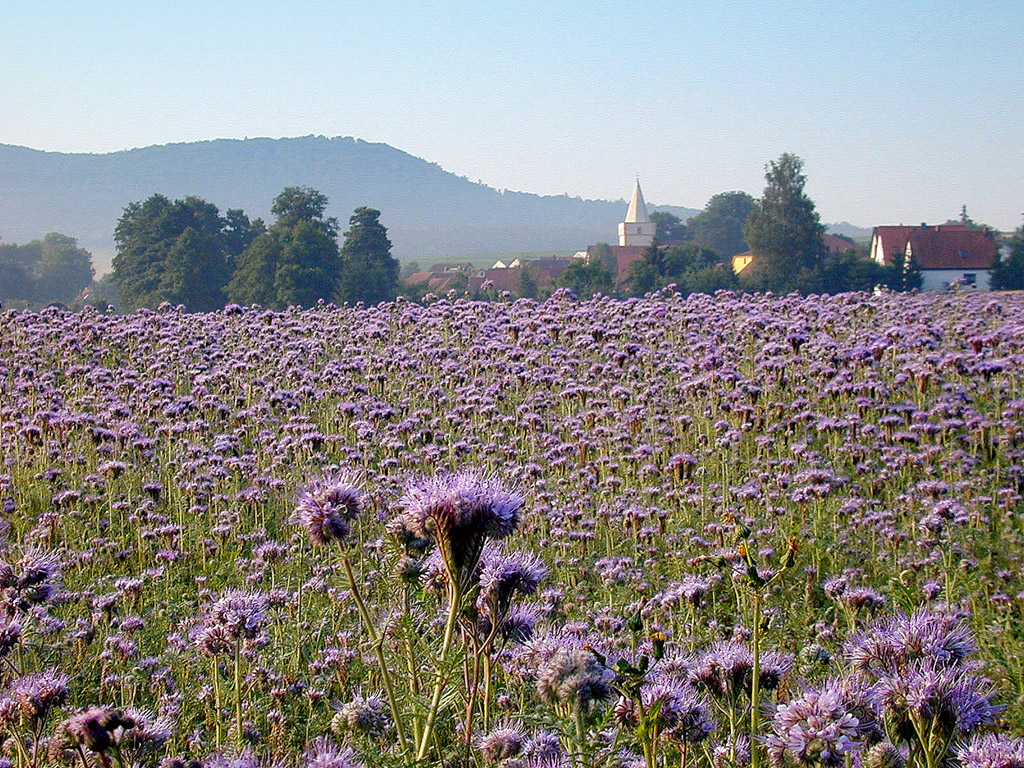
Phacelia-Feld

## Vorkommen
Die Rainfarn-Phazelie kommt von Kalifornien, Arizona und südlichen Nevada bis in den nördlichen Teil des mexikanischen Bundesstaates Baja California vor.
Sie gedeiht im Heimatgebiet auf trockenen, felsigen Hängen bis in Höhenlagen von 2000 Metern. Am häufigsten ist sie in den Wüsten Südkaliforniens in Höhenlagen unterhalb von 1500 Metern anzutreffen, kann aber gelegentlich auch in viel größeren Höhenlagen gefunden werden.
Phacelia tanacetifolia ist in vielen Gebieten der Welt ein Neophyt, beispielsweise in weiten Teilen Europas.
Die ökologischen Zeigerwerte nach Landolt et al. 2010 sind in der Schweiz: Feuchtezahl F = 2 (mäßig trocken), Lichtzahl L = 4 (hell), Reaktionszahl R = 3 (schwach sauer bis neutral), Temperaturzahl T = 5 (sehr warm-kollin), Nährstoffzahl N = 4 (nährstoffreich), Kontinentalitätszahl K = 2 (subozeanisch).

## Taxonomie
Die Erstbeschreibung von Phacelia tanacetifolia erfolgte 1835 durch George Bentham in Transactions of the Linnean Society of London, Volume 17, Seite 280. oder 1834 in John Lindley: Edwards's Botanical Register, ... Volume 20, Tafel 1696; wobei die ältere Veröffentlichung die gültige ist. Der Gattungsname Phacelia leitet sich vom altgriechischen Wort phakelos für „Büschel“ ab und bezieht sich auf die Anordnung der Blüten. Das Artepitheton tanacetifolia bedeutet „rainfarn-blättrig“, also mit Laubblättern, die denen von Rainfarn (Tanacetum vulgare) ähneln bedeutet.

## Toxizität
Wie aus den USA bekannt ist, kann die Rainfarn-Phazelie starke Kontaktallergien auslösen. Ursächlich hierfür ist die Stoffgruppe der Phacelioide. Als stärkstes Kontaktallergen dieser Gruppe erwies sich das Geranylbenzochinon; aber auch das Geranylhydrochinon und das Farnesylhydrochinon sensibilisieren stark.
Björn M. Hausen hat 1997 allerdings in dünnschichtchromatographischen Untersuchungen bei Pflanzenexemplaren in Mitteleuropa in den grünen Pflanzenteilen keine und in den Samen nur geringe Mengen an Phacelioiden nachweisen können. Wahrscheinlich beeinflussen auch bei dieser Pflanzenart Klima- und Standortbedingungen die Allergenproduktion.

## Nutzung
Die Rainfarn-Phazelie dient sowohl als Zier- wie auch als Nutzpflanze. Als Zierpflanze wird sie zerstreut in Sommerrabatten kultiviert. Als Nutzpflanze wird sie zerstreut, also vereinzelt, feldweise als Bienenweide, Schädlingsbekämpfung oder Gründüngung angebaut. Phacelia tanacetifolia ist in Europa seit 1832 in Kultur.
Die Rainfarn-Phazelie ist in der Landwirtschaft in vierfacher Hinsicht von Interesse:
- Ihre Blüten ziehen besonders Syrphiden (Schwebfliegen), Laufkäfer, Bombyles und Aphelinidae an, die sich von den in der Umgebung vorhandenen Blattläusen ernähren. Um bestimmte Felder wurden Phacelia angepflanzt, um die Anzahl der Blattläuse zu verringern.
- Die Rainfarn-Phazelie ist eine ausgezeichnete Honigpflanze und zieht auch Bienen an, die als Bestäuber für die benachbarten Pflanzen nützlich sein können. Durch eine kontinuierliche Aussaat von Mai bis zum Ende des Sommers kann man auch eine kontinuierliche Blüte von Juli bis zum Herbst erreichen. Der Honig der Phacelia ist sehr aromatisch.
- Im Herbst ist Rainfarn-Phazelie ein guter Gründünger. Die Rainfarn-Phazelie als Gründüngung wird manchmal in Kombination mit anderen Arten gesät, z. B. mit Buchweizen im Verhältnis von 8 kg/ha Phacelia zu 40 kg/ha Buchweizen oder mit Lupinen im Verhältnis von 5 kg/ha Phacelia zu 150 kg/ha Lupinen.[18] Wenn sie auf großen Flächen gesät wird, hat sie die Eigenschaft, Begleitvegetation wie Quecke zu unterdrücken.
- Die Rainfarn-Phazelie, die zwischen die Reihen junger Apfel- und Birnbäume gesät wird, reduziert die Sterblichkeit junger Bäume in Gebieten mit schwerem Frost (Osteuropa) um die Hälfte.[19] Phacelia kann als Bodendecker das Wachstum junger Apfelbäume unterstützen,[20] allerdings können sich darunter auch Wühlmäuse verstecken.